# Lasioglossum laevinode
Lasioglossum laevinode är en biart som först beskrevs av Morawitz 1876.  Lasioglossum laevinode ingår i släktet smalbin, och familjen vägbin. Inga underarter finns listade i Catalogue of Life.